# Super Nintendo Entertainment System
Super Nintendo Entertainment System ili Super NES (drugi nazivi SNES i Super Nintendo) je 16-bitna igraća konzola puštena od Nintenda u Sjevernu Ameriku, Europu, Australaziju (Oceanija) i Južnu Ameriku između 1990. i 1993. godine. U Japanu i Jugoistočnoj Aziji igraći sistem se naziva Super Family Computer, kraće Super Famicom (スーパーファミコン Sūpā Famikon) i SFC kao kratica. U Južnoj Koreji poznat je kao Super Comboy i bio je distribuiran od Hyundai electronics. Iako je svaka verzija u biti ista, regionalni ključ onemogućava direktnu kompatibilnost. U Hrvatskoj je konzole službeno distribuirala Alcu Rijeka sredinom 1990-ih.
Super Nintendo Entertainment System je bila Nintendova druga kućna igraća konzola poslije Nintendo Entertainment System (NES). Konzola je uvela naprednu grafiku i zvučne sposobnosti koje su kompenzirale relativno slabi CPU u usporedbi s ostalim konzolama tog vremena. Dodatno, podrška sistema za brojne čipove za poboljšanje (koji su bili pakirani kao dio određenog igraćeg kartridža (patrone)) pomogla je da ga održi konkurentnim na tržištu.
SNES je bio globalni uspjeh postajući najprodavanija konzola 16-bitne generacije unatoč relativno kasnom objavljivanju i žestokoj konkurenciji u Sjevernoj Americi od strane Segine Genesis konzole. Neki smatraju da SNES utjelovljuje "zlatno doba videoigara", spominjući njegove mnoge revolucionarne igre i naglasak na igrivošću nad grafikom i tehničkim dodatcima. Drugi sumnjaju u taj romantizam, vjerujući da je sistem bio još jedan korak u evoluciji tehnologije videoigara. SNES je ostao popularan duboko u 32-bitnoj eri i iako je Nintendo prestao davati podršku, nastavlja biti popularan među obožavateljima, kolekcionarima i emulacijskim [pojasniti] entuzijastima, od kojih neki još uvijek rade "homebrew" ROM-ove.  